# Rudy Kannegaard
Rudy Kannegaard (født 5. september 1933) er en tidligere dansk fodboldspiller.
Kannegaard spillede 204 kampe for Køge og var bl.a. med til at vinde det første DM til provinsen i 1954.
Han spillede en kamp på U/19-landshold mod Norge 1952.

## Ekstern henvisning
- DBU Landsholdsdatabasen – Rudy Kannegaard (Webside ikke længere tilgængelig)